# Friedrich von Wieser
Friedrich Freiherr von Wieser (rojen 10. julij 1851, Dunaj – 22. julij 1926, Sankt Gilgen) je bil avstrijski filozof in profesor ekonomije.
Friedrich von Wieser spada v prvo generacijo ekonomistov Avstrijske šole ekonomije. Nadaljeval je pogled Carla Mengerja o subjektivni vrednosti in skoval izraz »mejna koristnost« in kasneje iz tega še idejo alternativnih stroškov (pozneje znan kot »oportunitetni strošek«). S svojo teorijo je želel razložiti, da cena izdelka ni odvisna niti od denarja in niti od dela, ki se ga vloži v izdelek, ampak bolj od psihološke oziroma subjektivne ocene. V svoj pojem alternativnih stroškov je kasneje dodal, da so stroški odvisni od vrednosti alternativnih priložnosti, ki so bile izgubljene ob uporabi virov za izbrani izdelek. Tako je s svojimi idejami v ekonomske debate poleg denarja in ekonomskih faktorjev, vpeljal še psihološke faktorje.

### Življenjepis:
Friedrich von Wieser se je rodil 10. julija na Dunaju. Svojo otroštvo in mladostniško obdobje je preživel na Dunaju, kjer je leta 1868 začel študirati pravo na Univerzi na Dunaju. Že v svoji mladosti se je navduševal nad pravom, zgodovino in sociologijo. Resneje se je ogrel za politično ekonomijo šele, ko je prebral delo Herberta Spencerja z naslovom Einleitung in das Studium der Soziologie.
Po desetih letih dela kot javni uslužbenec je Wieser leta 1875 dobil štipendijo za univerzo v Heidelbergu za študij politične ekonomije z Eugenom Böhmom von Bawerkom, s katerim je bil dober prijatelj že iz otroštva. Čeprav nikogar od njiju ni poučeval Carl Menger, sta bila oba navdušena nad njegovim delom Grundsätze der Volkswirtschaftslehre (1871), ki ju je tudi navdušilo, da sta se odločila za študij politične ekonomije.
Po uspešni doktorski habilitaciji 1884 se je zaposlil kot izredni profesor na Karlovi univerzi v Pragi. Pet let kasneje (1889) pa je na isti univerzi postal redni profesor. V istem letu je izdal delo Der natürliche Werth, s katerim je sprožil razpravo o vrednosti proizvodnih dejavnikov in iz katerega izhajata dva njegova glavna prispevka: njegova teorija vrednosti in s tem povezana teorija imputacije. Leta 1903 je Wieser nasledil Carla Mengerja na Dunajski univerzi, kjer je dobil naziv rednega profesorja. Na Dunajski univerzi je poučeval novo generacijo ekonomistov, med katerimi so bili Ludwig von Mises, Joseph Schumpeter in njegov najzvestejši učenec Friedrich Hayek. V tem času je razvil monetarno teorijo, idejo za katero je našel v raziskavah Carla Mengerja, v naslednjih letih pa se je začel ukvarjati še s problemi količinske teorije denarja.
V zadnjih 25 letih svojega življenja se je posvetil še sociologiji, za katero je verjel, da mora iti z roko v roki z ekonomijo, saj le tako lahko popolnoma razumemo družbo kot celoto. Z združevanjem teh dveh smeri znanosti je oblikoval nov pogled na ekonomijo.
Leta 1911 je objavil Das Wesen und der Hauptinhalt der teoretischen Nationalokonomie, v katerem je razložil svojo teorijo alternativnih stroškov (ali oportunitetnih stroškov), ki je ena izmed njegovih večjih dosežkov in je izhajala iz njegove študije Theorie der gesellschaftlichen Wirtschaft, objavljeno leta 1914. V tej raziskavi je tudi prvič uvedel izraz "oportunitetni stroški".
V letu 1917 je postal Avstrijski finančni minister, kar je ostal vse do konca vojne 1918. Njegovo delovanje je v tem času oviral minister za energetiko Richard Riedl, ki je bil zagovornik gospodarskega intervencionizma. Po prvi svetovni vojni se je vrnil k zanimanju za sociologijo in razvil »zakon majhnih števil,« v katerem je opisal delovanje elit.
Umrl je na Dunaju 22. julija 1926.

### Dela:

#### Teorija vrednosti:
Wieserjeva teorija vrednosti skuša prikazati način izračuna ekonomske vrednosti in trdi, da imajo dejavniki produkcije, ker dodajo končnemu produktu vrednost, tudi sami vrednost. Teorija je bila izdana skupaj z Wieserjevo teorijo imputacij v njegovem delu Der Naturliche Werth izdanem leta 1889 na Dunaju, kljub temu da so se njegove raziskave začele že leta 1884 v raziskavi Über den Ursprung und die Hauptgesetze wirthschaftlichen des Werther.
V prvem delu svoje razprave Theorie der gesellschaftlichen Wirtschaft Wieser razloži svoj pogled na splošno ekonomsko ravnotežje in skuša definirati pogoje, pod katerimi bi bila sredstva čim bolj koristno razpršena.
Wieser trdi, da je naravna vrednost naravni pojav, neodvisen od ekonomskega sistema. Poudarja, kako je vrednost imetja stalno odvisna od porazdeljenosti dobička med različnimi družbenimi razredi tako, da je lahko vrednost dobrine ali storitve, od katere ima družba malo koristi, visoka v trenutku pomanjkanja enakomerne porazdelitve in obratno. Wieserjeva naravna vrednost naj bi obstajala le v popolnem komunističnem stanju, saj naj ne bi bilo neenakomernosti v premoženju in napak. V tem primeru bi vrednost temeljila le na razpoložljivi količini in na profitih. Vendar Wieser trdi, da je naravna vrednost le en izmed elementov pri oblikovanju dejanske cene. Ostali so še porazdelitev kupne moči, napake, goljufije in prisile.
Njegova ideja o naravni vrednosti vključuje tudi, kako se ekonomska cena spreminja glede na porazdeljenost dohodka med različnimi družbenimi razredi tako in sicer ko je porazdelitev dobička neenakomerna, postanejo dobrine in storitve z majhno družbeno koristnostjo zelo vredne in obratno. Wieser navaja primere, v katerih se cena razlikuje od prave vrednosti (mejne koristnosti). Ob vzponu monopolov lahko posamezni podjetnik poviša svojo koristnost za ceno družbene koristnosti in tako ustvari stanje antinomije. Friedrich trdi, da lahko tekmovalnost to popravi, saj zmanjša podjetnikovo ekonomsko moč in ga prisili v znižanje cen. Neskladje v kupni moči potrošnikov tudi vodi v prekomerno proizvodnjo dobrin za tiste, ki so pripravljeni plačati veliko, in premalo dobrin za zadovoljitev potreb revnih. V teoriji vrednosti prvič uporabi izraz mejne koristnosti in da obliko konceptu. Bila je tudi revolucionarna, ker je podala nov vpogled v debato o problemu ekonomske vrednosti. Poleg tega predstavi možne ukrepe, predvsem kar se tiče primerov, kjer je cena drugačna od mejne koristnosti. Teorija tudi poskuša podati rešitev paradoksa zasebne lastnine in maksimiranja koristnosti, relevantna pa je še danes, predvsem na področju potrošniške mikroekonomije.

#### Teorija imputacij:
Wieser je svojo teorijo imputacij utemeljil na predpostavki, da so v posamezni industriji dejavniki proizvodnje združeni in v enakem razmerju, vendar v različnih industrijah v različnih merah. Bila je ena prvih matematičnih rešitev problema pri določanju cene dejavnikov proizvodnje.
Pred to teorijo so nekateri ekonomisti kot so Carl Menger in drugi ekonomisti avstrijske šole trdili, da je vrednost dejavnikov proizvodnje enaka doprinosu posameznega dejavnika h končnem produktu, vendar je vrednost le-tega enaka vrednosti zadnjega, ki je prispeval. Tako je Wieser našel napako v teoriji obdolževanja, kot jo je razlagal njegov učitelj Carl Menger, v tem da lahko pride do precenitve pri gospodarstvih, kjer dobički poskočijo (maksimumi in minimumi njegove funkcije koristnosti, kjer je drugi odvod enak 0). Wieser je tako za alternativo predlagal istočasno rešitev sistema industrijskih enačb.
- Industrija 1: X + Y = 300
- Industrija 2: 6X + Z = 900
- Industrija 3: 4Y + 3Z = 1700 ⇒ X = 100, Y = 200, Z = 300.

Teorija je uporabna v linearnem programiranju, Albert Aftalion pa je teorijo celo uporabil kot argument proti socializmu v svojem delu Les fondements du Socialisme: Étude critique (Temelji socializma: Kritična raziskava) leta 1923.

#### Teorija alternativnih stroškov:
Teorija alternativnih stroškov je bila objavljena v Wieserjevem Theorie der gesellschaftlichen Wirtschaft leta 1914. Svoje argumente je nakazal že leta 1911 v svojem delu Das Wesen und der Hauptinhalt der theoretischen Nationalokonomie. Pri tej teoriji je prvič uporabil izraz oportunitetni strošek in opravil tudi raziskavo.
Oportunitetni strošek je povezan z debato med učenci Alfreda Marshalla in ekonomisti Avstrijske šole. Za Angleže je bila cena tehnični koncept, strošek za proizvodnjo nečesa, za Avstrijce pa je cena rezultat zahtev, saj določa stopnjo proizvodnje, odvisno od pripravljenosti kupca za plačilo stroška. Ker pa so zahteve odvisne od kupcev, bi namesto tehnologije ceno izdelka določala koristnost. Tako je avstrijski koncept oportunitetnih stroškov nasprotoval britanskemu parametričnemu konceptu cene. Oportunitetni strošek je tako strošek, ki bi ga kupec samovoljno plačal za izbrano možnost.
Pomembna značilnost tega koncepta je, da bi bil veljaven samo če bi bile priložnosti fiksne in omejene. Torej, če bi prišlo do odločanja med mnogimi investicijami ali dejavnostmi istočasno ali eno za drugo, ne bi bilo možno izbrati vseh alternativ.
Torej, če ima oseba več možnosti, lahko izračunamo oportunitetni strošek za izbiro enega, vprašanje pa je, če lahko izračunamo univerzalen oportunitetni strošek, ki bi vključeval vse možnosti. Prevladujoče mnenje je, da oportunitetnih stroškov ne moremo upoštevati izven primerov z omejenimi sredstvi. Wieser je v to teorijo vključil tudi teorijo ki razlikuje med stroškom proizvodnje in ekonomskim stroškom (strošek proizvodnje in oportunitetni strošek, ko nimamo dostopa do alternative).

#### Monetarna teorija:
Za osnovo je Wieser vzel teorijo mejne koristnosti. Prvotno je bila zavrnjena, Wieserjev učenec Ludwig von Mises pa je teorijo preučil in jo izoblikoval v nemški koncept Geld-a(denarja). Wieser je nato preučeval nadaljnje učinke sprememb vrednosti valute na odnos med naravnim gospodarstvom in denarnim gospodarstvom.
Praktična uporaba te teorije je v problemu količinske teorije denarja, hkrati pa predstavlja tudi novo monetarno teorijo znotraj Avstrijske šole. Doprinesla je tudi študije o določenih možnostih vpliva na vrednost denarja. Predstavljala pa je tudi osnovo za nadaljnje, še danes pomembne raziskave, o monetarni teoriji njegovega učenca Ludwiga von Misesa.